# Giże (gmina Olecko)
Giże – osada w Polsce, położona w województwie warmińsko-mazurskim, w powiecie oleckim, w gminie Olecko. W latach 1975–1998 miejscowość należała administracyjnie do województwa suwalskiego.
Wieś czynszowa lokowana na prawie chełmińskim 25 lipca 1553. Zasadźcami byli bracia Wojciech i Stanisław, pochodzący z Giż w starostwie ełckim. Nabyli oni 4 włóki sołeckie (po 45 grzywien za włókę), a na 40 włókach między Dudkami a gospodarstwem sołtysa Zajdy założyli wieś, z okresem 10 lat wolnizny. W latach 1660–1719 we wsi mieszkała wyłącznie ludność polska. Około 1740 założono we wsi szkołę. W roku 1935 w szkole pracowało dwóch nauczycieli i uczyło się 71 uczniów. W miejscowości znajdował się urząd pocztowy, a od 1911 także przystanek kolejki wąskotorowej. W 1939 we wsi było 587 mieszkańców.
Dawniej funkcjonowała także nazwa Giesen, wywodzona od nazwiska założycieli, prawdopodobnie rodu Giżyckich (szlacha wywodząca się z Mazowsza, z ziemi czerskiej lub sochaczewskiej), podobnie jak Gizewo w powiecie mrągowskim. W wieku XVII część rodu, zamieszkała w Prusach, zlatinizowała swoje nazwisko na Gizeviusz (Gizewiusz). Wielu członków tego rodu było nauczycielami (np. Gustaw Gizewiusz).